# Aeródromo Wolfs Fang
El aeródromo Wolfs Fang (71°31′22″S 08°48′01″E / -71.52278, 8.80028) (en inglés: Wolfs Fang Runway) es una pista aérea privada establecida en la Antártida por White Desert Ltd., una compañía de viajes de lujo, para brindar acceso a los turistas al Campamento Whichaway (Whichaway Camp) de la compañía en tránsito al aeródromo de Novolázarevskaya. Es un restablecimiento de una pista de hielo azul anterior que se conocía como la pista Blue One cerca del nunatak Henrickson, y posee alojamiento para el personal y turistas, y estructuras de almacenamiento para plantas y equipos. El nombre Wolfs Fang refiere a una montaña cercana a la pista. 

## Antecedentes
El sitio fue utilizado para vuelos intercontinentales por la Adventure Network International de Estados Unidos hasta 2001 y probablemente haya sido antes utilizado por la Unión Soviética en la década de 1980 como pista alternativa del aeródromo de Novolázarevskaya.
La compañía White Desert Ltd. realiza operaciones turísticas comerciales en la Tierra de la Reina Maud desde 2005. En estas operaciones los vuelos operaban solo durante el verano austral entre noviembre y febrero. Los turistas partían desde Ciudad del Cabo en Sudáfrica hasta el aeródromo de Novolázarevskaya mediante vuelos en aviones Ilyushin Il-76 de la compañía The Antarctic Company, que es el brazo no gubernamental del Centro Logístico Antártico Internacional (ALCI). White Desert Ltd. aprovechaba la capacidad disponible de los aviones utilizados por los programas antárticos nacionales en el proyecto DROMLAN. Desde el aeródromo de Novolázarevskaya los turistas eran llevados hasta el campamento temporal Whichaway ubicado en el oasis Schirmacher, para visitas de corta duración, y ocasionalmente a otros sitios antárticos.

## Campamento Whichaway
El Campamento Whichaway (70°45′51″S 11°37′04″E / -70.76417, 11.61778) funciona desde 2006 y ocupa una hectárea en el oasis Schirmacher. Tiene capacidad para albergar a 12 turistas y 10 empleados de la compañía. Desde el campamento de realizan diversas actividades, tales como trekking. Está compuesto de dos carpas de cúpula grande y 8 cúpulas de fibra de vidrio (todas sobre plataformas de madera), de las cuales 6 se utilizan como dormitorios, una como cocina y la restante para tareas de limpieza. Como almacenamiento se usan 3 contenedores.

## Aeródromo Wolfs Fang
White Desert Ltd. desarrolló una vía independiente de entrada a la Tierra de la Reina Maud para reducir los conflictos de programación con el DROMLAN y lograr un servicio semanal más regular. El primer vuelo que llegó a Wolfs Fang lo hizo el 9 de diciembre de 2017. Los vuelos parten desde Ciudad del Cabo en aviones Falcon 900LX o Gulfstream V hasta el aeródromo Wolfs Fang y desde allí los turistas son transferidos hasta el aeródromo de Novolázarevskaya (ubicado a 130 km) mediante aviones DHC-6 Twin Otter o Basler BT-67. Finalmente llegan al Campamento Whichaway en vehículos 4x4.
Desde el aeródromo Wolfs Fang se ofrecen excursiones aéreas hacia el polo sur y hacia la bahía Atka, en donde puede visitarse una colonia de pingüinos emperador.